# Landsberger Hohlpfennig

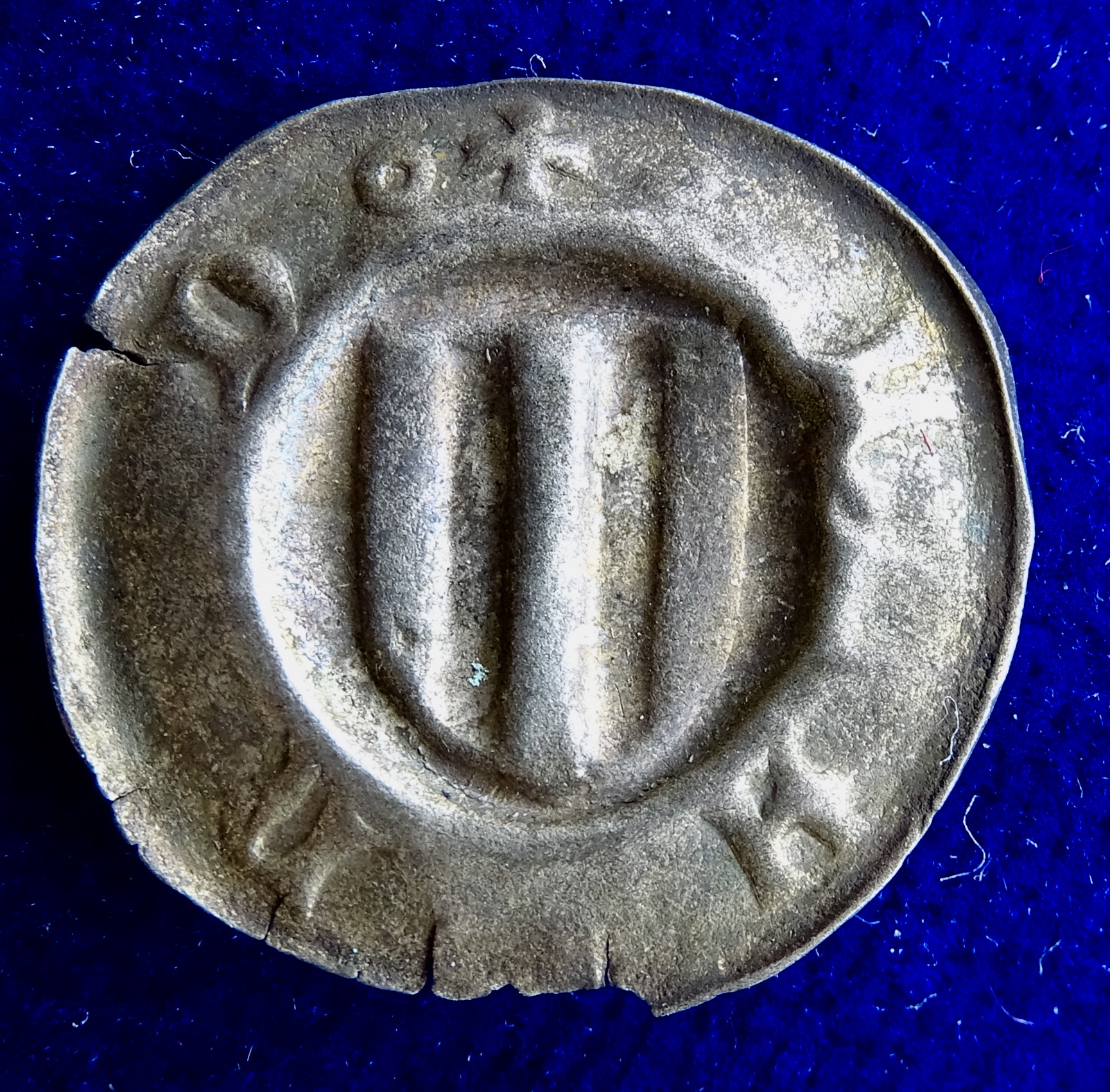
Landsberger Hohlpfennig, Vorderseite

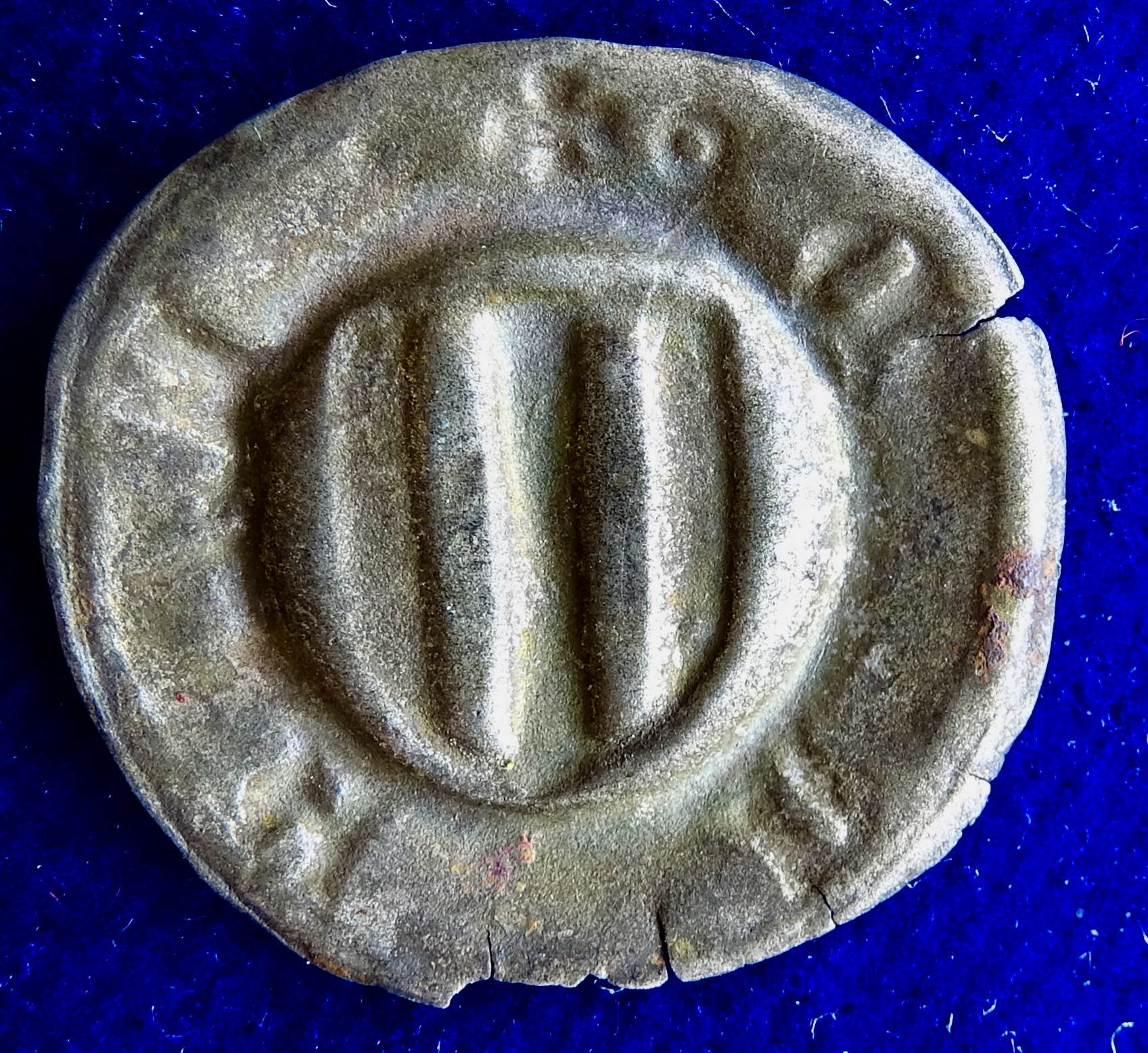
Landsberger Hohlpfennig, Rückseite

Landsberger Hohlpfennig bzw. „Hohlpfennig nach Landsberger Schlag“ ist eine Sammelbezeichnung für einseitig geprägte Hohlpfennige aus Silber, die um 1450 mit einem Landsberger Wappen bzw. Schild geprägt wurden. 
Prägestätten waren unter anderem Gotha, Freiberg, Zwickau, Landsberg und Jena.
Vom gleichen Typ mit dem Landsberger Schild wurden auch Hohlheller von etwa 13 mm Durchmesser geprägt. Der Durchmesser der Hohlpfennige beträgt etwa 20 mm.
Der Landsberger Pfennig wurde unter den Fürsten Friedrich II. und Wilhelm III. von Sachsen geprägt. Nach alter Chronik nannte man ihn auch Brückenpfennig, da die Bauarbeiter der Augustusbrücke mit ihm bezahlt worden sein sollen. Es ist jedoch auch möglich, dass mit dem Landsberger Pfennig der Brückenzoll für die Elbbrücke entrichtet wurde.